# Axis of Justice: Concert Series Volume 1
Axis of Justice: Concert Series Volume 1 — концертный альбом, CD+DVD, выпущенный различными общественными деятелями в поддержку организации Axis of Justice, издан 16 ноября 2004 года.

## Об альбоме
Пластинка содержала запись концертного выступления, организованного Томом Морелло (Rage Against the Machine) и Сержем Танкяном (System of a Down), создавших специально для этого некоммерческую организацию Axis of Justice. Они дали ряд концертов в Лос-Анджелесе, протестуя против войны и политики Джорджа Буша. В выступлениях приняли участие такие звёзды, как Крис Корнелл, Фли, Jurassic 5, Пит Йорн, Уэйн Крамер и другие.
В онлайн-журнале Consequence of Sound альбом получил низкую оценку — 3 из 10. Редактор отметил первые две песни в исполнении U2, Криса Корнелла и Мэйнарда Джеймса Кинана, однако все остальные назвал «плохой политикой, плохой музыкой, или и тем, и другим». По мнению обозревателя, «вы можете привести веские доводы против Буша и войны, но если Axis of Justice что-то и доказывает, то лишь то, что не стоит это делать с помощью гитар».

## Список композиций
| №   | Название                                                 | Автор(ы)                                                                                     | Длительность |
| --- | -------------------------------------------------------- | -------------------------------------------------------------------------------------------- | ------------ |
| 1.  | «Where the Streets Have No Name»                         | U2                                                                                           | 5:08         |
| 2.  | «(What's So Funny 'Bout) Peace, Love, and Understanding» | Ник Лоу                                                                                      | 2:16         |
| 3.  | «Alice in My Fantasies»                                  | George Clinton Jr., Grace Cook                                                               | 3:37         |
| 4.  | «Piano Improvisation»                                    | Серж Танкян                                                                                  | 1:36         |
| 5.  | «The Charade»                                            | Танкян, Дарон Малакян                                                                        | 3:36         |
| 6.  | «Until the End»                                          | The Nightwatchman                                                                            | 4:16         |
| 7.  | «I Feel Good Again»                                      | Junior Kimbrough                                                                             | 3:35         |
| 8.  | «Get Up, Stand Up»                                       | Боб Марли, Питер Тош                                                                         | 4:10         |
| 9.  | «Union Song»                                             | The Nightwatchman                                                                            | 2:58         |
| 10. | «(Free Jam)»                                             | Майкл Бэлзари, Брэд Уилк, Танкян                                                             | 2:14         |
| 11. | «What's Golden»                                          | Dante Givens, Mark Postic, Charles Stewart, Courtney Henderson, Lucas MacFadden, Marc Stuart | 3:05         |
| 12. | «Freedom»                                                | Givens, Postic, Stewart, Henderson, MacFadden, Stuart, Julius Brookington                    | 3:16         |
| 13. | «Speak on It»                                            | Knowledge, Танкян                                                                            | 2:52         |
| 14. | «Chimes of Freedom»                                      | Боб Дилан                                                                                    | 5:51         |
| 15. | «Jeffrey Are You Listening?»                             | Танкян, Том Морелло, Wilk, Brian O'Connor                                                    | 1:07         |

| №   | Название                               | Автор(ы)           | Длительность |
| --- | -------------------------------------- | ------------------ | ------------ |
| 1.  | «Airplane Skit»                        |                    |              |
| 2.  | «President Evil» (Iraq Poem)           | Knowledge          |              |
| 3.  | «Speak on It» (Armenian Genocide Poem) | Knowledge, Танкян  |              |
| 4.  | «Until the End»                        | The Nightwatchman  |              |
| 5.  | «The Road I Must Travel»               | The Nightwatchman  |              |
| 6.  | «Piano Improvisation»                  | Танкян             |              |
| 7.  | «The Charade»                          | Танкян, Малакян    |              |
| 8.  | «(Free Jam)» (Без слов)                | Фли, Уилк, Танкян  |              |
| 9.  | «Chimes of Freedom»                    | Дилан              |              |
| 10. | «Alice in My Fantasies»                | Clinton Jr., Cook  |              |
| 11. | «Where the Streets Have No Name»       | Bono, The Edge, U2 |              |

| №   | Название                       | Автор(ы)             | Длительность |
| --- | ------------------------------ | -------------------- | ------------ |
| 12. | «Bomb Day in Paris»            | Wayne Kramer         |              |
| 13. | «5 Million Ways to Kill a CEO» | Boots Riley          |              |
| 14. | «Improvisational Noise»        | Танкян               |              |
| 15. | «Get Up, Stand Up»             | Боб Марли, Питэр Тош |              |

## Над альбомом работали
- Майкл Бэлзари (бас-гитара)
- Брэд Уилк (ударные)
- Том Морелло (акустическая гитара)
- Пит Йорн (гитара, вокал)
- Тим Уокер (гитара)
- Серж Танкян (вокал)
- Джеймс Мэйнард Кинан (вокал)
- Джон Полонский (клавишные)